# Kvarcit

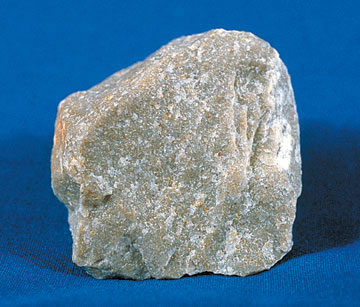
Kvarcit

Kvarcit (také křemenec, metakvarcit) je metamorfovaná hornina regionálního vzniku vyznačující se jemnou až středně hrubou zrnitostí. 

## Vzhled
Mají granoblastickou strukturu metamorfovaných hornin. Na první pohled je možné si kvarcit splést s mramorem.
Naproti tomu sedimentární ortokvarcity patří mezi zralé sedimenty, velikost jejich velmi dobře opracovaných zrn se pohybuje od 2 do 0,05 mm. Obsahují až 95 % křemenných zrn. Barva je světlá od bílé a šedivé po nažloutlou až načervenalou. Struktura bývá zubovitá až mozaikovitá. Tmel bývá křemitý. Díky svému složení je kvarcit odolná hornina. Může obsahovat i příměsi jako jsou: pyrit, slída, živec, magnetit, cinabarit.

## Vznik

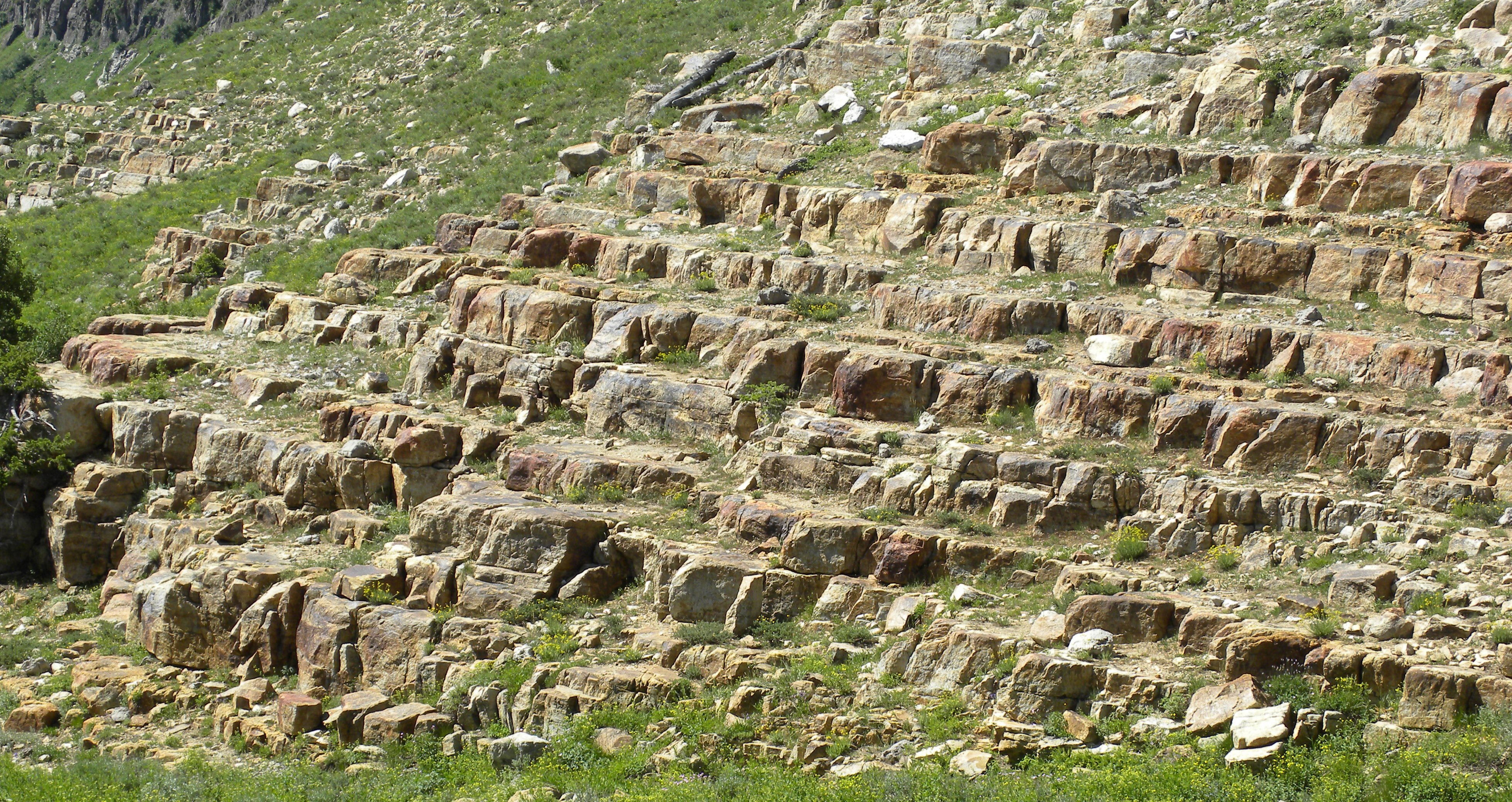
Ordovické křemence Swan Peak, poblíž Tony Grove Lake, Cache County, Utah, USA

Kvarcit vzniká regionální metamorfózou jiných hornin jako např. pískovec či slepenec. U této přeměny dochází k rekrystalizaci zrn křemene, která následně rostou a zaklesávají se do sebe. Tímto procesem vzniká velmi tvrdá, avšak křehká hornina.
Kvarcity vznikají v mělkém mořském - pobřežním nebo říčním prostředí s vysokou dynamikou nebo jde o eolické sedimenty. Podstatné je i intenzivní prokřemenění – vylouhování nestabilních zrn, vápnitých, jílovitých a křemitých sedimentů. Při prokřemenění dochází ke spojení křemitého pojiva se zrny křemene, takže je výsledný materiál opticky kontinuálně orientovaný. Při silné litifikaci křemenců dochází k intersticiálnímu rozpouštění zrn na místech jejich vzájemného styku. Petrologická zralost je důsledkem velmi dokonalé chemické nebo mechanické eroze, pravděpodobně i vícenásobného přepracování během transportu. K jejich vzniku mohlo dojít vícenásobným zvětráváním a opětovným usazením na jiném místě ve více cyklech.

## Výskyt
Poměrně velké masy křemenných arenitů se nacházejí na mnoha místech USA a Kanady. Časté jsou i v mnoha oblastech severoevropských a východoamerických kaledonských pohořích. Odrážejí dlouhé etapy kratonizace, nebo krátká období tektonické stabilizace po orogenních událostech. Známé jsou jejich geomorfologické projevy v Jižní Americe, kde tvoří známé stolové hory (tzv. tepui). V některých se vyvinuly i jeskyně. Kvarcity v Českém masivu tvoří skalecké a drabovské souvrství pražské pánve, neogenní uloženiny u Loun, Mostu a Zlivi.